# ガリ勉
ガリ勉（がりべん）とは、主に学校等の環境で人並み以上に熱心に、または異常なほど勉学に励む人物を指す言葉である。
一般的には、あまり肯定的な意味で使われることは少なく、勉強ばかりしている無趣味でつまらない人間、あるいはそこまで勉強に時間を割かなければ学力が追いつかない地頭や要領の良くない人物、という批判的・嘲笑的な意味合いで使われることが多い。
ガリ勉は昼休みや休憩時間にも勉強をしていることが多く、テスト期間のみ勉強する人はガリ勉とは言えない。

また、アニメや漫画等に登場する「ガリ勉キャラ」は眼鏡キャラクターを兼ねていることが多い。ガリ勉は長時間にわたって同じ姿勢で本を見たり書き物をしたりして勉強するため、目が悪くなりやすかったことがそのイメージの根源だと思われる。
一時期は高学歴であれば優良企業に就職できて人生は順風満帆であるという風潮があったが、現在は高学歴ニートや高学歴低所得者など学歴があるからといって人生で勝ち組になれるとは限らないのが実状である。
昨今ではどの学校を出たかよりも「所属していた学校で何をしていたか」、「部活などでどんな結果を残したか」などが重要視される場合がある。
英語においてはナードの一類型として認識されている。英語では「Book smart」がガリ勉に近い意味。